# Pesto

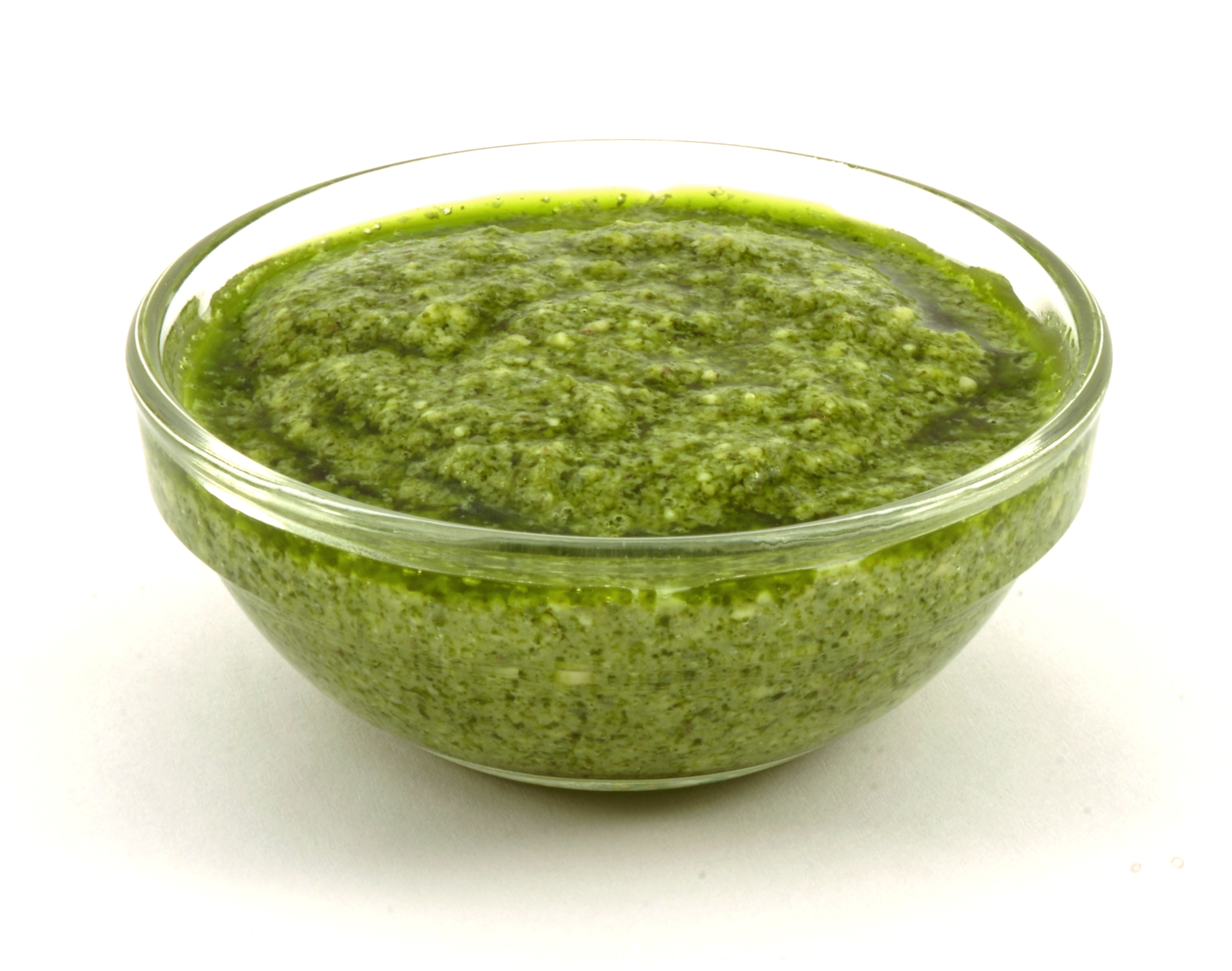
Pesto alla genovese

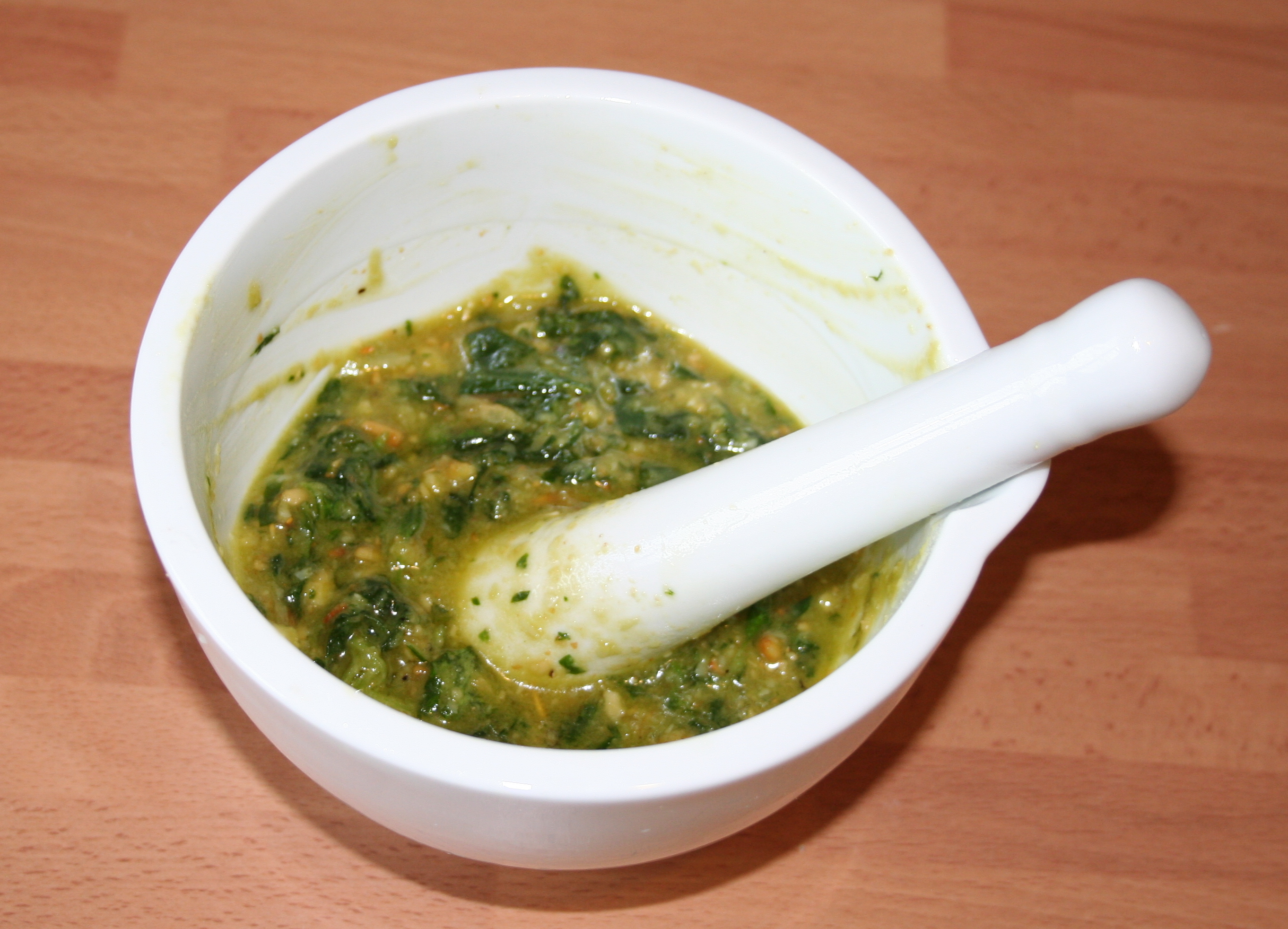
Pesto alla trapanese

In cucina, il pesto è un preparato crudo, in cui gli ingredienti vengono sminuzzati e uniti insieme per formare un amalgama omogeneo. Gli attrezzi tradizionalmente usati sono il mortaio e il pestello, da cui il nome, ma si può realizzare un pesto anche utilizzando la mezzaluna o il frullatore.
Il prodotto così ottenuto viene generalmente usato come condimento, per primi o secondi piatti.

## Varietà
Nella cucina italiana il pesto più diffuso è certamente il pesto alla genovese, a base di basilico, aglio, pinoli, pecorino sardo (eventualmente miscelato con grana padano e/o parmigiano-reggiano) e olio extravergine d'oliva, ma esistono anche altre ricette, tra cui il pesto modenese, a base di lardo e rosmarino, e il pesto alla trapanese, a base di basilico, pomodoro, ricotta, pecorino e mandorle. Altri pesti tipici italiani sono il pesto di fave e il pesto di pistacchi.
Nella cucina argentina è presente il pesto all'argentina, a base di basilico, reggianito e peperoni.
Nella cucina francese è presente il pistou, un pesto di origine provenzale, la cui ricetta risente dell'influenza della vicina Liguria.